# Li Jinzi
Li Jinzi (* 4. März 1990 in der Provinz Heilongjiang) ist eine chinesische Boxerin. Sie wurde im Jahre 2008 Weltmeisterin und in den Jahren 2006 und 2010 jeweils Vize-Weltmeisterin im Mittelgewicht.

## Werdegang
Von Li Jinzi ist bisher nur bekannt, dass sie aus der Provinz Heilongjiang stammt und mit 13 Jahren mit dem Boxtraining begann. Ihre Entwicklung muss sehr rasch vonstattengegangen sein, denn bereits mit 16 Jahren nahm sie an der chinesischen Frauenmeisterschaft im Mittelgewicht teil, die im Jahre 2006 erstmals stattfand, und gewann dort gleich den Meistertitel mit einem K.-o.-Sieg über Wang Shaotang aus der Provinz Anhui. Sie nahm dann auch an der Weltmeisterschaft dieses Jahres in New Delhi teil und wurde mit einem Abbruchsieg i.d. 2. Runde über Hatice Alic, Türkei, einem Punktsieg über Olga Nowikowa aus der Ukraine (17:16) und einer Punktniederlage im Endkampf gegen Lekha Kozhummed Chettadi aus Indien (9:30) Vize-Weltmeisterin.
Im Jahre 2008 wurde sie in Guwahati/Indien mit einem Abbruchsieg i.d. 2. Runde über Andaraweera Nilanhti, Sri Lanka u.d einem Punktsieg über Gora Renu aus Indien (7:1) Asienmeisterin im Mittelgewicht. In herausragender Form stellte sich Li Jinzi bei der Weltmeisterschaft in Ningbo/China vor. Sie wurde dort in überlegenem Stil Weltmeisterin und besiegte dabei folgende Kämpferinnen jeweils nach Punkten: Marija Jaworskaja, Russland (10:0), Ludmilla Turcin (10:2), Amber Konikow, Kanada (9:0) und Anna Laurell aus Schweden (9:1). Zählt man die gewerteten Treffer aus diesen vier Kämpfen zusammen, so kommt man zu dem imponierenden Ergebnis von 38:3 zugunsten von Li Jinzi.
Im Jahre 2009 traf Li Jinzi beim Ahmet-Comert-Turnier in Istanbul im Endkampf auf die zweifache Weltmeisterin in der Gewichtsklasse bis 66 kg Mary Spencer aus Kanada, die in das Mittelgewicht aufgerückt war und verlor diesen Kampf nach Punkten (2:4). Beim Internationalen Frauenturnier in St. Petersburg traf sie im Juli dieses Jahres im Finale auf die zweifache russische Weltmeisterin Irina Sinezkaja und besiegte diese nach Punkten (10:7). Welt- oder Asienmeisterschaften fanden 2009 nicht statt.
2010 wollte Li Jinzi bei der Weltmeisterschaft in Bridgetown/Barbados ihren Weltmeistertitel im Mittelgewicht von 2008 verteidigen. Dazu besiegte sie Fetti Paraschiva aus Rumänien (11:4), Sinead Kavanagh aus Irland (9:3), Elif Guneri aus der Türkei (5:2) und Maria Kovacs aus Ungarn (+10:10) nach Punkten und traf im Finale wieder auf Mary Spencer. In diesem Kampf fand sie keine Mittel diese in ihrem Vorwärtsdrang zu bremsen und verlor klar mit 2:14 Punkten. Nach 2006 wurde sie deshalb 2010 wieder Vize-Weltmeisterin. Im November 2010 fanden in Guangzhou die Asien-Spiele statt. Li Jinzi belegte dort im Mittelgewicht den 1. Platz mit Punktsiegen über Supaporn Srisondee, Thailand (10:2) u. Kavita Goyat, Indien (5:1) und einem Abbruchsieg i.d. 4. Runden über Undram Erdenesoyol aus der Mongolei.
Im Jahre 2012 war das Boxen der Frauen erstmals im Programm der Olympischen Spiele. Li Jinzi konnte sich qualifizieren und gewann die Bronzemedaille, nachdem sie im Halbfinale Nadeschda Torlopowa unterlegen war.

## Internationale Erfolge
| Jahr | Platz  | Wettbewerb                              | Gewichtskl. | Ergebnis |
| 2006 | 2.     | WM in New Delhi                         | Mittel      | nach Abbruchsieg i.d. 2. Runde über Hatice Alic, Türkei, Punktsieg über Olga Nowikowa, Ukraine (17:16) u. Punktniederlage im Finale gegen Lekha Kozhummed Chettadi, Indien (9:30)                                             |
| 2008 | 1.     | Ahmet-Comert-Turnier in Istanbul        | Mittel      | mit Abbruchsieg i.d. 2. Runde über Fetti Paraschiva, Rumänien, Abbruchsieg i.d. 1. Runde über Elif Guneri, Türkei, Abbruchsieg i.d. 2. Runde über Tatjana Iwaschenko, Ukraine u. Punktsieg über Anna Laurell, Schweden (14:4) |
| 2008 | 1.     | Asienmeisterschaft in Guwahati/Indien   | Mittel      | mit Abbruchsieg i.d. 2. Runde über Andaraweera Nilanthi, Sri Lanka u. Punktsieg über Gora Renu, Indien (7:1) |
| 2008 | 1.     | WM in Ningbo/China                      | Mittel      | mit Punktsiegen über Marija Jaworskaja, Russland (10:0), Ludmilla Turcin (10:2), Amber Konikow, Kanada (9:0) u. Anna Laurell (9:1)                                                                                            |
| 2009 | 2.     | Ahmet-Comert-Turnier in Istanbul        | Mittel      | nach Punktsiegen über Ulrike Brückner, Deutschland (8:1) u. Yuldus Mamatkulowa, Kasachstan (6:0) u. einer Punktniederlage gegen Mary Spencer, Kanada (2:4)                                                                    |
| 2009 | 1.     | Intern. Frauenturnier in St. Petersburg | Mittel      | nach kampflosem Sieg über Lilija Durnjewa, Russland, Punktsieg über Susan Haas, Kanada (6:4) u. Irina Sinezkaja, Russland (10:7)                                                                                              |
| 2010 | 2.     | WM in Bridgetown/Barbados               | Mittel      | nach Punktsiegen über Fetti Paraschiva, Rumänien (11:4), Sinead Kavanagh, Irland (9:3), Elif Guneri, Türkei (5:2) u. Maria Kovacs, Ungarn (+11:11) u. einer Punktniederlage gegen Mary Spencer (2:14)                         |
| 2010 | 1.     | Asien-Spiele in Guangzhou               | Mittel      | nach Punktsiegen über Supaporn Srisondee, Thailand (10:2) u. Kavita Goyat, Indien (5:1) u. einem Abbruchsieg i.d. 4. Runde über Undram Erdenesoyol, Mongolei                                                                  |
| 2012 | 5.     | WM in Qinhuangdao/China                 | Mittel      | nach Punktsiegen über Erika Guerrier, Frankreich (20:8) und Supapron Srisondee (14:4) und einer Niederlage gegen Savannah Marshall, England (8:20)                                                                            |
| 2012 | Bronze | OS in London                            | Mittel      | nach Punktsiegen über Roseli Feitosa, Brasilien (19:14) und Mary Spencer, Kanada (19:14) sowie einer Punktniederlage gegen Nadeschda Torlopowa, Russland (10:12)                                                              |

## Chinesische Meisterschaften
(soweit bekannt)
| Jahr | Platz | Gewichtskl. | Ergebnis                                               |
| 2006 | 1.    | Mittel      | nach KO-Sieg im Finale über Wang Shaotang, Prov. Anhui |
| 2009 | 1.    | Mittel      | nach Sieg im Finale über Wu Haiou                      |

## Erläuterungen
- WM = Weltmeisterschaft
- Mittelgewicht, Gewichtsklasse bis 75 kg Körpergewicht